# Alphonse Antoine de Sarasa
Alphonse Antoine de Sarasa, né le 31 octobre 1617 à Nieuport (Belgique) et mort le 1er juillet 1667 à Anvers (Belgique), est un prêtre jésuite des Pays-Bas méridionaux, prédicateur, écrivain et mathématicien de renom.

## Biographie
Issu de famille espagnole installée dans les Pays-Bas méridionaux (son père a été chef de la garnison espagnole de Nieuport), Alphonse Antoine étudie durant six ans au collège des Jésuites à Malines. Le 8 septembre 1632 il entre chez les jésuites et commence son noviciat installé près du même collège de Malines. Au terme de sa formation jésuite il est ordonné prêtre à Louvain, le 17 mars 1646.
Très doué en mathématiques, il ne semble pas cependant qu’il les ait jamais enseignées. Il est surtout connu, à son époque, comme prédicateur recherché à Bruxelles et Anvers. Certains de ses sermons (en latin) sont publiés sous le titre ‘Ars semper gaudendi’, révélant  un théologien sérieux et compétent. Le premier volume contient seize sermons sur la Divine Providence et le second, une vingtaine sur le probabilisme et la formation de la conscience chrétienne. Les nombreuses rééditions et traductions de son ‘Ars semper gaudendi’ prouvent son influence et l’intérêt que suscitent les réflexions de Sarasa.
Alphonse de Sarasa est chargé par ses supérieurs jésuites de venir en aide au père Grégoire de Saint-Vincent, alors âgé, dont la méthodologie adoptée dans son ’Opus geometricum...’ (de 1647) est mise en question par le mathématicien français Marin Mersenne. Avec l’aide du père de Saint-Vincent – en 1649 tous les deux vivaient dans la même maison professe d’Anvers -  il réfute les objections faites par Marin Mersenne. C’est son célèbre Solutio problematis a R. P. Marino Mersenno Minimo propositi, publié à Anvers en 1649, qui est mentionné dans tout livre sur l’histoire des mathématiques.
Alphonse Antoine de Sarasa meurt à Anvers le 1er juillet 1667.

## Écrits
- Solutio problematis a R. P. Marino Mersenno Minimo propositi, Anvers, 1649.
- Ars semper gaudendi (2 vol.), Anvers, 1664 et 1667.